# メタライズ
メタライズ（英語: metallizing）とは、非金属の表面を金属膜化すること。フィルムの表面に金属膜を蒸着してフィルムコンデンサを製作したり、セラミックの表面に金属膜を生成してその後に半田付けや金属蝋付けをしたりするのに用いられる。半導体分野では、半導体基板から電流・電気信号を取り出すために、基板表面にアルミニウムや銅などの金属の薄膜を成長させ、配線を形成することである。薄膜の形成手法として、物理気相成長（PVD）や化学気相成長（CVD）が用いられる。